# Еербек
Еербек (тув. Ээрбек) — село у Кизилському кожууні Республіки Тива (Росія). Відстань до районного центру Каа-Хем 25 км, до центру республіки міста Кизила 17 км, до Москви 3931 км.

## Населення
| Рік       | 2011 | 2012 | 2013 | 2014 | 2015 |
| --------- | ---- | ---- | ---- | ---- | ---- |
| Населення | 1171 | 1162 | 1143 | 1146 | 1160 |